# Sărta
Sărta (bulgariska: Сърта) är en ås i Bulgarien.   Den ligger i regionen Chaskovo, i den södra delen av landet, 250 km sydost om huvudstaden Sofia.